# East Peru
East Peru é uma cidade localizada no estado americano de Iowa, no Condado de Madison.

## Demografia
Segundo o censo americano de 2000, a sua população era de 153 habitantes.
Em 2006, foi estimada uma população de 156, um aumento de 3 (2.0%).

## Geografia
De acordo com o United States Census Bureau tem uma área de
2,4 km², dos quais 2,4 km² cobertos por terra e 0,0 km² cobertos por água. East Peru localiza-se a aproximadamente 342 m acima do nível do mar.

## Localidades na vizinhança
O diagrama seguinte representa as localidades num raio de 16 km ao redor de East Peru.